# Saints de Saint Paul (LIH)
Les Saints de Saint Paul sont une franchise de hockey sur glace ayant évolué dans la Ligue internationale de hockey.

## Historique
L'équipe a été créée en 1959 à Saint Paul au Minnesota et firent partie de la LIH durant 4 saisons. Les Saints, également connu sous le nom de « Fighting Saints » remporta la Coupe Turner à ses deux premières saisons, en 1960 et 1961. Ils prirent part également à la finale de 1962 s'inclinant devant les Zephyrs de Muskegon.

### Saisons en LIH
Note: PJ : parties jouées, V : victoires, D : défaites, N : matchs nuls, DP : défaite en prolongation, DF : défaite en fusillade, Pts : Points, BP : buts pour, BC : buts contre, Pun : minutes de pénalité
| Saison    | PJ | V  | D  | N | Pts | Classement              | Séries éliminatoires         | Entraîneur |
| --------- | -- | -- | -- | - | --- | ----------------------- | ---------------------------- | ---------- |
| 1959-1960 | 68 | 41 | 21 | 6 | 88  | 1er rang division Ouest | Champion de la Coupe Turner  | Fred Shero |
| 1960-1961 | 72 | 46 | 22 | 4 | 96  | 2e rang division Ouest  | Champion de la Coupe Turner  | Fred Shero |
| 1961-1962 | 68 | 42 | 25 | 1 | 85  | 2e rang LIH             | Finaliste de la Coupe Turner | n/d        |
| 1962-1963 | 70 | 23 | 44 | 3 | 49  | 6e rang LIH             | n/d                          | n/d        |